# 皖北行政区
皖北行政区或称皖北行署区、皖北区，是中国1949年至1952年存在的一个省级行政区，行政机关称皖北人民行政公署。
1949年2月，渡江战役前夕，中共中央鉴于皖南没有“解放”的现实，决定暂不成立中共安徽省委，以长江为界，分设皖北区党委、皖南区党委，各自领导党政军工作。4月，中国人民解放军取得了渡江战役的胜利，迅速占领安徽。4月6日，中共华东局4月2日批复，在合肥(今合肥市)设立中共皖北区委员会、皖北人民行政公署、皖北军区。宋日昌任行政公署主任。管理范围为安徽省长江以北的地区加上属今南京市的六合县和江浦县。1950年2月，起属华东军政委员会。
1951年12月20日，根据华东军政委员会决定，皖南人民行政公署从芜湖迁往合肥市，与皖北人民行政公署合署辦公。1952年1月2日，中共中央批准成立中共安徽省委，撤销皖北、皖南区党委。8月7日，中央人民政府批准撤销皖南、皖北人民行政公署，成立安徽省人民政府。安徽省由此成立，省會合肥市。